# Cittaducale
Cittaducale és un comune (municipi) de la província de Rieti, a la regió italiana del Laci, situat a uns 70 km al nord-est de Roma i a uns 7 km al sud-est de Rieti. A 1 de gener de 2019 la seva població era de 6.702 habitants.
El municipi de Cittaducale conté les frazioni de Santa Rufina, Grotti, Calcariola, Pendenza, Cesoni i Micciani.
Cittaducale limita amb els municipis següents: Borgo Velino,  Castel Sant'Angelo, Longone Sabino, Micigliano, Petrella Salto i Rieti.

## Bisbat
Amb un territori extret de la diòcesi de Rieti, el papa Alexandre VI va fer de Cittaducale la seu d'una nova diòcesi el 24 de gener de 1502, però a la vista de les objeccions plantejades pel cardenal Giovanni Colonna, que era administrador de la diòcesi de Rieti, el papa Juli II va suprimir la nova seu el 8 de novembre de 1505. No obstant això, després de la mort del cardenal, i a petició del bisbe de Rieti, el mateix el papa va restaurar la diòcesi el 16 d'octubre de 1508.
La diòcesi va continuar com a lloc residencial fins a la mort del seu bisbe Pasquale Martini el 1798, després de la qual va ser confiada a un vicari del bisbe de Rieti fins que el papa Pius VII la va unir el 27 de juny de 1818 a l'arquebisbat de L'Aquila. Finalment, el 1976 va tornar a formar part de la diòcesi de Rieti, com havia estat originalment.
Tot i que ja no és un bisbat residencial, Cittaducale està avui catalogada per l'Església Catòlica com a diòcesi titular.